# 薄果猴欢喜
薄果猴欢喜（学名：Sloanea leptocarpa），为杜英科猴欢喜属下的一个植物种。